# Żyndo 1-je
Żyndo 1-je (ros. Жиндо 1-е) – wieś w Rosji, w Kraju Zabajkalskim, w rejonie krasnoczikojskim. W 2010 liczyła 393 mieszkańców.